# Gaussan
Gaussan är en kommun i departementet Hautes-Pyrénées i regionen Occitanien i sydvästra Frankrike. Kommunen ligger i kantonen Castelnau-Magnoac som tillhör arrondissementet Tarbes. År 2022 hade Gaussan 94 invånare.

## Befolkningsutveckling
Antalet invånare i kommunen Gaussan
| Referens: INSEE |